# Desire Walks On
Albums de Heart
Brigade
(1990) Jupiter's Darling
(2004)
Desire Walks On est le onzième album studio du groupe rock américain Heart sorti en 1993.
Il comporte deux chansons composées avec l'aide de la chanteuse canadienne Lisa Dalbello, Black on Black II et Anything is possible, elle collabora d'ailleurs aux chœurs sur ces deux mêmes pièces. Heart reprend une chanson de Bob Dylan, Ring Them Bells.
Ce fut le dernier album du guitariste/claviériste Howard Leese qui quitta sitôt l'enregistrement terminé, il rejoignit Paul Rodgers en solo puis fit partie de Bad Company. En 2009, il a gravé son unique album solo Secret Weapon avec, entre autres, Keith Emerson, Paul Rodgers et Joe Lynn Turner. Leese ne fut jamais officiellement remplacé au sein de Heart, les sœurs Wilson engageant plutôt des musiciens de studio sur les prochains albums du groupe. Avec son départ, plus aucun musicien originel ne subsiste dans le groupe.
Layne Staley, chanteur du groupe grunge de Seattle, Alice in Chains, chante avec les sœurs Wilson sur la reprise de Ring Them Bells de Bob Dylan. 
La version européenne originale de 1993 et la réédition américaine de 2001 ont été allongées pour ajouter les versions en espagnol de The Woman in Me et Will You Be There (In the Morning), cette dernière dans un format remixé.

## Liste des chansons
1. Desire (Ann & Nancy Wilson) - 0:18
2. Black on Black II (Ann & Nancy Wilson, Lisa Dalbello) - 3-51
3. Back to Avalon (A & N. Wilson, Kit Hain) - 3:40
4. Woman in Me (Michael Clark, John Bettis) - 4:00
5. Rage (Ann & Nancy Wilson, Sue Ennis) - 5:01
6. In Walks the Night (Ann & Nancy Wilson, Daniel O'Brien, Tina Harris) - 6:01
7. My Crazy Head (Ann & Nancy Wilson, Sue Ennis) - 4:31
8. Ring Them Bells (Bob Dylan) - 3:49
9. Will You Be There (In the Morning) (Robert John Mutt Lange) - 4:29
10. Voodoo Doll (Ann & Nancy Wilson, Amy Sky, John Capek) - 4:52
11. Anything Is Possible (Ann & Nancy Wilson, Lisa Dalbello) - 5:00
12. Avalon (Reprise) (A & N. Wilson, Kit Hain) - 0:31
13. Desire Walks On (Ann & Nancy Wilson, Sue Ennis) - 5:06

- Chansons bonus sur l'édition européenne :

1. Mujer Que Hay en Mi (Michael Clark, John Bettis) - 4:02
2. Te Quedaras (En La Mañana) (Robert John Mutt Lange) - 4:00

## Personnel
- Ann Wilson : Chant, chœurs
- Nancy Wilson : Guitares, chant, chœurs
- Howard Leese : Guitares, basse sur 4, chœurs
- Denny Carmassi : Batterie, percussions, programmation de la batterie sur 4

## Personnel additionnel
- Schuyler Deale : Basse (1-3, 5-13)
- John Purdell : Claviers, chœurs
- Lisa Dalbello : Chœurs (2, 11)
- Duane Baron : Chœurs
- Layne Staley : chant (8)
- Section de cordes :
  - Ella Marie Gray : Violon
  - Simon James : Violon
  - Timothy Hale : Alto
  - Walter Gray : Violoncelle
  - Cole Chance Steichen : Cloches sur (8)